# Stefan Ridderwall
Carl Stefan Ridderwall, född 5 mars 1988, är en svensk före detta ishockeymålvakt som sist spelade för Kitzbüheler EC i AlpsHL. Han spelade tidigare för bland annat Djurgården Hockey och Timrå IK. Under säsongen 2012/2013 spelade Ridderwall  i Örebro HK fram till december 2012, för att i januari 2013 byta klubb till IK Oskarshamn.
Stefan Ridderwall är son till före detta målvakten Rolf Ridderwall och kusin till Calle Ridderwall. Stefan Ridderwall har varit med och vunnit TV-pucken två gånger (2003 och 2004) och båda gångerna blev han utsedd till turneringens bäste målvakt (båda gångerna med Södertäljes Jhonas Enroth som målvaktstvåa). Han har på landslagsnivå representerat Sverige i såväl Team16- som Team18-landslaget. Han blev draftad av New York Islanders i 2006 års draft.

## Klubbar
- Djurgårdens IF (2007/2008 - 2010/2011)
- Almtuna IS (2007/2008) Utlånad från Djurgården Hockey
- Nyköping Hockey (2007/2008) Utlånad från Djurgården Hockey
- Timrå IK (2011/2012)
- Örebro HK (2012/2013)
- IK Oskarshamn (2013)
- Düsseldorfer EG (2013/2014)
- Rögle BK (2014–2015)

## Meriter
TV-pucken 2003, 2004
SM-silver med Djurgården 2009/2010